# غوردون كليفورد
غوردون كليفورد (بالإنجليزية: Gordon Clifford)‏ هو كاتب أغاني وشاعر وممثل أمريكي، ولد في 28 مارس 1902 ببروفيدنس في الولايات المتحدة، وتوفي في 11 يونيو 1968 بلاس فيغاس في الولايات المتحدة.

## وصلات خارجية
- غوردون كليفورد على موقع IMDb (الإنجليزية)
- غوردون كليفورد على موقع ميوزك برينز (الإنجليزية)
- غوردون كليفورد على موقع ديسكوغز (الإنجليزية)